# Warth (Vorarlberg)
Warth – gmina w Austrii, w kraju związkowym Vorarlberg, w powiecie Bregencja. Według Austriackiego Urzędu Statystycznego liczyła 157 mieszkańców (1 stycznia 2015).